# Parexarnis undulans
Parexarnis undulans là một loài bướm đêm trong họ Noctuidae.